# Rudolf Formis
Rudolf Formis (25. prosince 1894, Stuttgart – 23. ledna 1935, Slapy) byl německý inženýr radiotechnik, zavražděný kvůli protinacistickému rozhlasovému vysílání z Čech.
Radiotelegrafií se zabýval už za 1. světové války, kdy sloužil v německé armádě. Po válce vystudoval radiotechniku na vysoké škole. Stal se technickým ředitelem rozhlasové stanice ve Stuttgartu. Při Hitlerově projevu přerušil vysílání a následkem toho byl zatčen a odvezen do koncentračního tábora. Odtud uprchl a v dubnu 1934 se mu podařilo dostat do Československa.
Tam začal pracovat ve skupině Černá fronta svého známého Strassera, která se odštěpila od NSDAP. V hotelu Záhoří poblíž Slapů vytvořil tajnou vysílací stanici, kterou od konce listopadu 1934 šířil do nacistického Německa pořady zaměřené proti nacistickému režimu, k vysílání používal podobnou vlnovou délku jako německý státní rozhlas.
Svou diverzní rozhlasovou činností se zanedlouho dostal do hledáčku říšských zpravodajských orgánů, konkrétně k velení SS, a to pochopitelně nabylo zájmu na jeho dopadení. V lednu 1935 byl oficiálně vydán rozkaz k jeho zajištění a diskreditaci jeho aktiv. Úkolem byla pověřena vojenská rozvědka spadající pod SS - Sicherheitsdienst (SD).
Řídícím důstojníkem akcí proti Formisovu vysílání byl Reinhard Heydrich. Ten sestavil kompletní plán celé operace a do funkce operativního velení byl jeho rozhodnutím dosazen SS-Sturmscharführer A. H. Naujocks. Cílem mise bylo získání přístupu do podzemní vysílací místnosti, zničení zařízení vysílače kyselinou a omámení a transport Formise na území Německa, a to všechno v tichosti. Velitel Naujocks se pod krycím jménem Hans Müller vydal v roli lyžaře a v doprovodu jisté Edith Kersbachové na území republiky. Zanedlouho si získali Formisovu důvěru a dostali se ke klíči od vysílače. S voskovým otiskem klíče se Naujocks vydal zpět do Německa, aby získal duplikát. Tam k sobě také přibral dalšího člena operace, starého přítele a příslušníka SD Wernera Götsche. Společně se pak vydali zpátky do Slap. Když Naujocks vstupoval do vysílací místnosti, Formis byl nečekaně a z neznámých důvodů uvnitř a začal na Naujockse střílet. Po krátké přestřelce byl Formis zabit dvěma výstřely z pistole. Bylo to ve středu 23. ledna 1935. Při konfliktu byl zasažen také číšník, který byl jejich jedinou nadějí na nalezení ukrytého vysílače, zašitého v matraci.
Heydrich operaci považoval za zpackanou a předpokládal, že se za ni bude muset Himmlerovi zodpovídat. Těmito veřejnými zabitími byla odhalena činnost Sicherheitsdienstu na území republiky a role Sudet jakožto základny pro sledování a pronásledování německých emigrantů. Přes to všechno byl Naujocks následujícího dne povýšen na SS-Untersturmführera.
Formis byl pohřben na hřbitově ve Slapech.